# Caspar Huxer
Caspar Huxer – auch Kaspar Huxer, Höxar oder Hoxarn – (* 1552 in Münden; † 1628 in Wildungen) war ein deutscher Münzmeister.

## Familie
Huxer wurde als Sohn des Münzmeisters Melchior Huxer (* 1520) geboren. Seine Onkel waren die Münzmeister Martin (* 1510) und Valentin Huxer (* 1515).

## Anstellungen

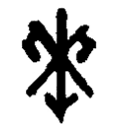
Münzmeisterzeichen des Caspar Huxer

Huxers Münzmeisterzeichen zeigt zwei gekreuzte Zainhaken mit einem nach unten durchgesteckten Pfeil.

### Niederwildungen – 1590 bis 1596
1590 wurde die Niederwildunger Münze von Graf Franz III. von Waldeck für eine Jahrespacht von 1000 Gulden und eine Verlagssumme von 4000 Gulden an Melchior Beck und Henrich Dauber verpachtet, Wolf Prasser wurde Münzwardein, und mit Caspar Huxer wurde ein neuer Münzmeister gewonnen. Von Anfang an hat die neue Unternehmenskonzeption aber mit finanziellen Schwierigkeiten zu kämpfen, nur Dauber kann seine Hälfte von 2000 Gulden aufbringen. Als die Anlaufschwierigkeiten überwunden waren, prägte Caspar Huxer Batzen, Doppeltaler, Pfennige sowie Taler und am Ende des Jahres 1590 vierkantige Klippen.
Übersicht der Prägungen
Erklärung: S = Silber
| Nominale               | 1590 | 1591 | 1592 | 1593 | 1594 | 1595 | 1596 | Ref.  |
| 1 Taler                | S    |      |      |      | S    | S    |      |       |
| 2 Taler (Klippe)       | S    |      |      |      | S    |      |      |       |
| 2 Kreuzer (Halbbatzen) | S    | S    | S    | S    | S    | S    |      |       |
| 3 Kreuzer (Groschen)   |      |      |      |      |      | S    | S    |       |
| 1 Schüsselpfennig      | S    | S    | S    | S    |      | S    |      | [ 3 ] |

### Detmold – 1601 bis 1602
In Detmold sollte Huxer das lippische Münzwesen unter Graf Simon VI. wiederumb restauriren unndt anrichten. Als Besoldung waren ihm für den Zeitraum von Ostern bis Ostern 60 Reichstaler zugesagt worden.
Vertragsbestätigung (Reversal) des Münzmeisters Caspar Huxer vom 6. November 1601

„Ich Caspar Höxar, Muntzmeister unndt Burger zu Niederwilldungen in der Graffschafft Walldeck, thue hirmit vor mich unndt menniglich bekennen, demnach der wollgeborner Herr, Herr Simon, Graff unndt Edler Herr zur Lippe, Rom[isch] Kay[serlicher] May[estä]th Reichshoffrath unndt des Niederlendischen Westphälischen Creyses Obristen, mein gnediger Herr, mich vor einen Muntzmeister gnedig bestellt unndt angenohmmen, lautt daruber verferttigten Bestallung, von Wortt zu Wortt also lautend.

Wir Simon Graff unndt Edler Herr Her Lippe, Rom[isch] Kay[serlicher] May[estä]th Reichshoffrath unndt des Niederlendischen Westphälischen Creyses Obristen vor uns, unser Erben unndt Nachkommen, thun hiemit kundt unndt bekennen, das wir den erbarn Caspar Hoxarn, Burgern zu Niederwilldungen in der Graffschaft Walldeck vor einen Muntzmeister in unser Muntz zu Dethmoldten bestellen unndt angenohmmen haben unndt thun dasselbige hiemit undt in Crafft dieses Bestallungs Brieffs also unndt dergestalt, das er unser Muntzwerck daselbst nach dem vorigen Inventario und sonstet nach Notturft uff unsern Uncosten wiederumb restaurieren und anrichten solle.

Von ihme dan die in unser Graffschafft gesessene Juden nach ihren anbefohlenen Sorthen unndt Anzahll die Silbern in die Muntze liefern, sollen die gewisse Prob davon nehmen unndt den Gehaldt unndt Gewicht darvon unsern Cammerschreibern Johannssen Herman Kotzenburgern so paldt zuschicken, der uns davon jedesmall berichten soll. Wen er Muntzmeister dan aus solchem Silber die ime jedesmall anbefohlenen Sorten unndt Geldern nach jeder Hattung gewohnlichen Gehalts verfertiget hatt, soll er selbige so paldt, berurten Cammerschreiber, mit dem Marckgewichte uberlieffern unndt jedesmall sich daruber quittiren lassen unnd soll er Cammerschreiber solche Sorten auszehlen, unndtuns davon Verzeichnus ubergeben, uns mit Bezahlung der Silber darauf haben zuercleren, unndt sollen hieruber beidts, Muntzmeister unndt Cammerschreiber ein bestendige clare Rechnung halten, selbige uf unser Erfordern uns haben vorzulegen.

Was nun die Uncosten zu Verfertigung der anbefohlenen Muntzsorten anlanget, als nemblich Gesellenlohn, uff folgende Gattung, als von vierzehen Marck Thalern, einen Reichsgulden zu dreißig Groschen, von Furstengroschen elff Marck ein Reichsgulden, von Mariengroschen neun Marck ein Reichsgulden, von Dreyern acht Marck ein Reichsgulden, Goßlarischen sechs Marck ein Reichsgulden, soll ihme Muntzmeister so paldt nach jedern Sorten Außzehlung gelieffert unndt bezahlet werden. Darnach die Kupfer zur Beschickung Weinstein, unndt Salz zu Weismachen, Holtz unndt notturftige Kohlen zu gießen, probiren unndt abglichen, leichter bei der Arbeit Diegell, von jedem Werck geburende Stuck in die Probier Buxen unnd jedesmall, wan er die beschickten Werck giessen wirdt, ein par vierttell Bier, welches alles uf unser Uncosten geschehen unnd wir bezahlen unndt erlegen lassen wollen unndt nach dem er uns diesmals zu Anfang obbemelte Sorten, als gantze unndt halbe Reichsthaler, deren acht gantze unndt sechszehen halbe Reichsthaler auf ein Marck gehen, unndt viertzehen Lott unndt vier Grain halten sollen, Furstengroschen, jedes Marck zu acht Lott, unndt hundert unndt zwanzig Stucken, Mariengroschen, jede Marck zu sechs Lott unndt hundertt unndt vierttzigh Stucken, Dreyer, jede Marck zu vier Lott unndt zweiyhundert unndt vierttzigh Stucken, Goslarische, jede Marck zu dreissig drei Grän, unndt sechshundert unndt vierttzigh Stuck, nach gewöhnlichen Ufschucklen unndt Gehaldt nach andern Churfursten unndt Stendte im Reich, insonderheitt aber dieses Niederlendischen Westfälischen Creysens verferttigen soll. Als haben wir ihme hiemit zugesagt unndt verpflichten uns, ihmen deswegen bei menniglichen unndt sonderlich uf den Probationtagen zuvertretten unndt zuverthedigen.

Dar jegen er Muntzmeister sich dan auch jegen uns mit eidtlichen Pflichten unndt Handt gegebenen Trewen verbunden hatt, auch mit Verpfandung aller seiner Hab unndt Gutter wir dan ferners uf den Nottfall mit gnugsamer Verburgung unndt Fidejussion schrifftlichen verreversiret, nicht allein was den gantzen Vorrath Silber unndt gemuntzten Geldte in dieser unser Muntz, sondern das er auch sonstet mit alle ime anbefohlene Muntzsachen unndt Verfertigung der Gelder uffrichtig, trewlich unndt fleißig handeln, schalten unndt walten unndt als unsern Schaden so woll in unseren Muntz, als auch ins gemein in Tag unndt Nacht verhuten unndt unser bestes prufen unndt befurdern helffen soll unndt will, alles ohne einige argelistige Gefehrde. So viell nun den gewohnlichen Abgang, so woll in Giessen, als auch uff der Schmitten betrifft, haben wir ime demselben nach der casselischen Ordnung auch eingewilliget, nemblich von hundert Marck Thalern sechstehalb Lotth, in Diegell unndt uf der Schmitten von hundert Marck Furstengroschen ein Marck vier Lotth, von hundert Mark Mariengroschen anderthalb Marck, von hundert Marck Dreyern zwey Marck, von hundert Marck Goßlarischen drey Marck, alles nach dem beschickten Gehaldt.

Darjegen er Muntzmeister uns die gebrauchten Diegell, den Kretz, so woll in Gießoffen, als auch in der Essen unndt Schmitten zum trewlichsten zusammen halten unndt verwahren soll unndt will, solchen nach unser Gelegenheitt wiederumb unndt zu Geltt machen zulassen. Vor solche feine Muntz Verfertigung, Arbeit, Sorg unndt Muhe nun, haben wir ime Casparen ogemeldt zu einer gewissen Jarbesoldung verordnet unndt ime das hiemit wissentlich jedes Jars, so sich uf negst verflossenen Oistern diesses itzo luffenden Jars angefangen unndt schierst kunftige Oistern des annahenden 1602. Jars enden wirdt unndt also hinfuro an unndt außgehen soll, sechtzigh Thaler Pfenniglohn unndt bei unserm Hoff allhier gewohnlich Hoffkleidung, wie auch dem Jungen eine Gludkappen. Unndt soll er benebens einem Jungen oder Gluher aus unserm Schloß zu Dethmoldt mit gebuhrlicher Kost und Dranck, auch in unser Cantzley bei der Muntz mit nottwendigem Lager unndt Bettwerck versehen unndt underhalten werden. Auch wen er seine Werck in der Muntz verfertiget hatt, wollen wir ihme uf unsern Uncosten nach seiner Behausung ab unndt anfuhren unndt holen lassen. Wie dan auch, wan er uff Probationtagen oder sonstet von uns verschicket wirdt, wollen wir ihme mit notthwendiger Zehrung unndt Pferdten jedesmals abferttigen.

Da auch hirnegst unser oder seiner Gelegenheitt nicht sein wollte, ihnen lenger bei uns zubehalten oder uns zu dienen, soll einer dem andern solches ein vierthell Jar zuvor anzeigen unndt vermelden.

Deßem allen also zu Uhrkundt haben wir Simon, Graff unndt Edler Herr zur Lippe, dießen Bestallungsbrieff mit eigen Handen underschrieben unndt unser grafflich Ringpittschier hierundten uffgetruckt. So geben unndt geschehen uf unser Hauß in Brake, den 6. Novembris Anno 1601.

Das ich demnach vor mich unndt wie obstehet beneben gebuhrlicher Aidtspflicht mich versprochen, wie ich mich dan vermittelst dieses Revers verpflichtet, solcher Bestallung in allem unndt jeden melten, wie solches einem ehrliebenden Man eignet unndt gebuhret, mich uffrichtig, getrew unndt redtlich verhalten soll unndt will. Alles ohne gefehrliche Argelist bei Verpfendung aller meiner Hab unndt Gutter unndt vermugh meiner underschrieben eigen Handt unnd untertruckten Pittschier. So geschehen Brake den 6. Novembris Ao 1601

00000000Siegel000000000000Huxer, Muntzmeister, meine eigene Handt“

Übersicht der Prägungen
Erklärung: S = Silber
| Nominale                    | 1601 | 1602 | Ref.  |
| 1 Taler                     | S    |      | [ 6 ] |
| 1/36 Taler (Mariengroschen) | S    |      | [ 7 ] |
| 1/96 Taler (Dreier)         | S    | S    | [ 8 ] |

### Niederwildungen – 1608 bis 1615
Wo Huxer direkt nach seiner Entlassung in Detmold tätig war, ist nicht überliefert, erst ab 1608 ist er erneut als Münzmeister in Diensten der Grafen zu Waldeck beschäftigt.
Übersicht der Prägungen
Erklärung: S = Silber; o. J. = ohne Jahreszahl (1608)
| Nominale             | 1608 | 1609 | 1610 | 1611 | 1612 | 1613 | 1614 | 1615 | o. J. | Ref. |
| Reichstaler          | S    |      |      |      |      |      |      |      |       |      |
| Reichsdoppeltaler    | S    |      |      |      |      |      |      |      |       |      |
| 3 Kreuzer (Groschen) | S    | S    |      |      |      |      |      | S    | S     |      |

### Bremen – 1625 bis 1627
1625 übernahm Huxer das Amt des Schmiedemeisters an der erzbischöflichen Münze in Bremen.
Zwei Jahre später kehrte Huxer nach Wildungen zurück und verstarb dort im Folgejahr im Alter von rund 75 Jahren.